# Eleccions legislatives eslovaques de 1998
Les Eleccions legislatives eslovaques de 1998 se celebraren el 25 i 26 de setembre de 1998 per a renovar els 150 membres del Consell Nacional de la República d'Eslovàquia.

## Resultats
| Eleccions legislatives eslovaques de 1998                      | Eleccions legislatives eslovaques de 1998                                                 | Eleccions legislatives eslovaques de 1998 | Eleccions legislatives eslovaques de 1998 | Eleccions legislatives eslovaques de 1998 | Eleccions legislatives eslovaques de 1998 | Eleccions legislatives eslovaques de 1998 |
| Partit                                                         | Partit                                                                                    | Vots                                      | %                                         | +/–                                       | Escons                                    | +/–                                       |
| -------------------------------------------------------------- | ----------------------------------------------------------------------------------------- | ----------------------------------------- | ----------------------------------------- | ----------------------------------------- | ----------------------------------------- | ----------------------------------------- |
|                                                                | Moviment per una Eslovàquia Democràtica (Hnutie za Demokratické Slovensko, HZDS)          | 907.103                                   | 27,0                                      |                                           | 43                                        |                                           |
|                                                                | Coalició Democràtica Eslovaca (Slovenská Demokratická Koalícia, SDK)                      | 884.497                                   | 26,33                                     |                                           | 42                                        |                                           |
|                                                                | Partit de l'Esquerra Democràtica (Strana Demokratickej ľavice)                            | 492.507                                   | 14,66                                     |                                           | 23                                        |                                           |
|                                                                | Partit de la Coalició Hongaresa (Strana Maďarskej Koalície - Magyar Koalíció Pártja, SNS) | 306.623                                   | 9,13                                      |                                           | 15                                        |                                           |
|                                                                | Partit Nacional Eslovac (Slovenská národná strana, SNS)                                   | 304.839                                   | 9,07                                      |                                           | 14                                        |                                           |
|                                                                | Partit de l'Entesa Cívica (Strana Obcianskeho Porozumenia, SOP)                           | 269.343                                   | 8,02                                      |                                           | 13                                        |                                           |
|                                                                | Partit Comunista d'Eslovàquia (Komunistická Strana Slovenska, KSS)                        | 94.015                                    | 2,80                                      |                                           | -                                         |                                           |
|                                                                | Unió dels Treballadors d'Eslovàquia (Zdruzenie Robotníkov Slovenska, ZRO)                 | 43.809                                    | 1,3                                       |                                           | -                                         |                                           |
|                                                                | La Nostra Eslovàquia (Naše Slovensko , NS)                                                | 16.192                                    | 0,48                                      |                                           | -                                         |                                           |
|                                                                | Total (participació 84,15%)                                                               | 3.385.536                                 | 100.0                                     | 100.0                                     | 150                                       | 150                                       |
| Font: Resultats oficials Arxivat 2007-05-26 a Wayback Machine. |                                                                                           |                                           |                                           |                                           |                                           |                                           |

## Conseqüències
Mikuláš Dzurinda de la Coalició Democràtica Eslovaca (SDK) va formar un ampli govern de coalició pro-mercat i pro-europeu amb el Partit de l'Esquerra Democràtica (SDL), l'Aliança Hongaresa (SMK) i el Partit de l'Entesa Cívica (SOP)